# Broadmoor (California)
Broadmoor es un lugar designado por el censo ubicado en el condado de San Mateo en el estado estadounidense de California. En el año 2000 tenía una población de 4,026 habitantes y una densidad poblacional de 3,355 personas por km².

## Geografía
Broadmoor se encuentra ubicado en las coordenadas 37°41′33″N 122°28′44″O / 37.69250, -122.47889. Según la Oficina del Censo, la ciudad tiene un área total de 1,2 km² (0,5 mi²), de la cual 1,2 km² (0,5 mi²) es tierra y 0 km² (0 mi²) (0%) es agua.

## Demografía
Según el censo del 2000, había 4.026 personas, 1.275 casas, y 984 familias que residían en el CDP. La densidad demográfica era de los 3,454.3/km² (8,998.9/mi²). Había 1.295 unidades de cubierta en una densidad media del ² del 1,111.1/km (² 2,894.6/mi). La división racial del CDP era del 44.13% blancos, 2.84% afroamericanos, 1.45% nativos americanos, 33.00% asiáticos, 2.12% isleños del Pacífico, 7.51% de otras razas, y e; 6.96% a partir de dos o más razas. Hispanos o Latinos de cualquier raza eran el 19.11% de la población.
Según la Oficina del Censo en 2000 los ingresos medios por hogar en la localidad eran de $69,836, y los ingresos medios por familia eran $71,250. Los hombres tenían unos ingresos medios de $47,700 frente a los $37,784 para las mujeres. La renta per cápita para la localidad era de $24,608. Alrededor del 5.1% de la población estaba por debajo del umbral de pobreza.